# Rekenkamer van Suriname
De Rekenkamer van Suriname (ook bekend onder de naam Surinaamse Rekenkamer) is een Surinaamse onafhankelijke instelling die toezicht houdt op de financiële huishouding van de Surinaamse overheid. De officiële taak staat beschreven in artikel 149 van de Surinaamse grondwet: "het uitvoeren van toezicht op de besteding van staatsgelden alsmede controle op het geldelijk beheer van de overheid in de ruimste zin". 
Volgens de Surinaamse Comptabiliteitswet en Rekenkamerwet zijn alle overheidsinstellingen en -organisaties verplicht om informatie te verstrekken aan de Rekenkamer van Suriname.

## Historie
De Rekenkamer van Suriname werd in 1952 opgericht toen Suriname nog onder Nederlands bestuur stond, na een voorafgaand traject van drie jaar, waarbij vooral werd gediscussieerd over de onafhankelijkheid van dit instituut. Vooral gouverneur Jan Klaasesz had de nodige bedenkingen. Aanvankelijk zou het een commissie van de Staten van Suriname worden maar uiteindelijk werd het een onafhankelijke instelling, waarvan de leden voor het leven werden benoemd. Deze regeling werd bij de eerste grondwet van de onafhankelijke republiek Suriname in 1975 gehandhaafd, maar bij de grondwetsherziening van 1987 werd de benoemingstermijn gewijzigd naar 5 jaar. De leden zijn wel herbenoembaar.

## Samenstelling
De Rekenkamer van Suriname bestaat uit 3 leden en 3 plaatsvervangende leden. Deze leden worden door de president van Suriname benoemd op voordracht van De Nationale Assemblee.

## Voorzitters van de Rekenkamer van Suriname
- Albert Helman (1954-1961)
- D.A. Samson (1961, plaatsvervangend)
- Uriah Morpurgo  (1961-1963)
- D.A. Samson (1963-1964, plaatsvervangend)
- Huerta Milano Celvius Bergen (1964-1980)
- Hans Prade (1988-1998)
- Riek Aron (1998-2008)
- Charmaine Felter (2011-heden)